# Titanio caradjae
Titanio caradjae là một loài bướm đêm trong họ Crambidae.